# ラブレター (河合奈保子の曲)
「ラブレター」は、河合奈保子が1981年12月5日にリリースした7枚目のシングルである(EP:AH-150)。

## 解説
- ジャケットの写真は小学館の提供であった。
- オリコンでは最高位11位（100位内15週）、21.2万枚のセールスとなった[1]。
- 1981年10月5日、NHKホールで『レッツゴーヤング』のリハーサル中の転落事故による大怪我で約2ヶ月弱休養していたが、同年11月30日の『夜のヒットスタジオ』（フジテレビ系）で当曲を歌唱し、活動復帰を果たした。
- アニメ『じゃりン子チエ』（MBSテレビ）の第15話では、主人公のチエがホルモン焼きの最中、同曲がバックミュージックで流された。

## 収録曲
- 両楽曲共に、作詞：竜真知子／作曲：馬飼野康二／編曲：若草恵

1. ラブレター（3分11秒）
2. No No Boy（3分44秒)

## 演奏
- Drums: Shiroh Itoh
- Bass: Shiogo Kindaichi
- E.Guitar: Fujimaru Yoshino
- A.Guitar: Hiromi Yasuda
- Keyboards: Hidetoshi Yamada
- Percussion: Eiji Narushima
- Trumpets: Shin Kazuhara, Masahiro Kobayashi, Hitoshi Yokoyama
- Trombones: Eiji Arai, Yasuo Hirauchi, Marumi Mita, Suio Okada
- Strings: JOE group
- Background vocals: Hiroshi Koide, Masakazu Togo